# 假日出

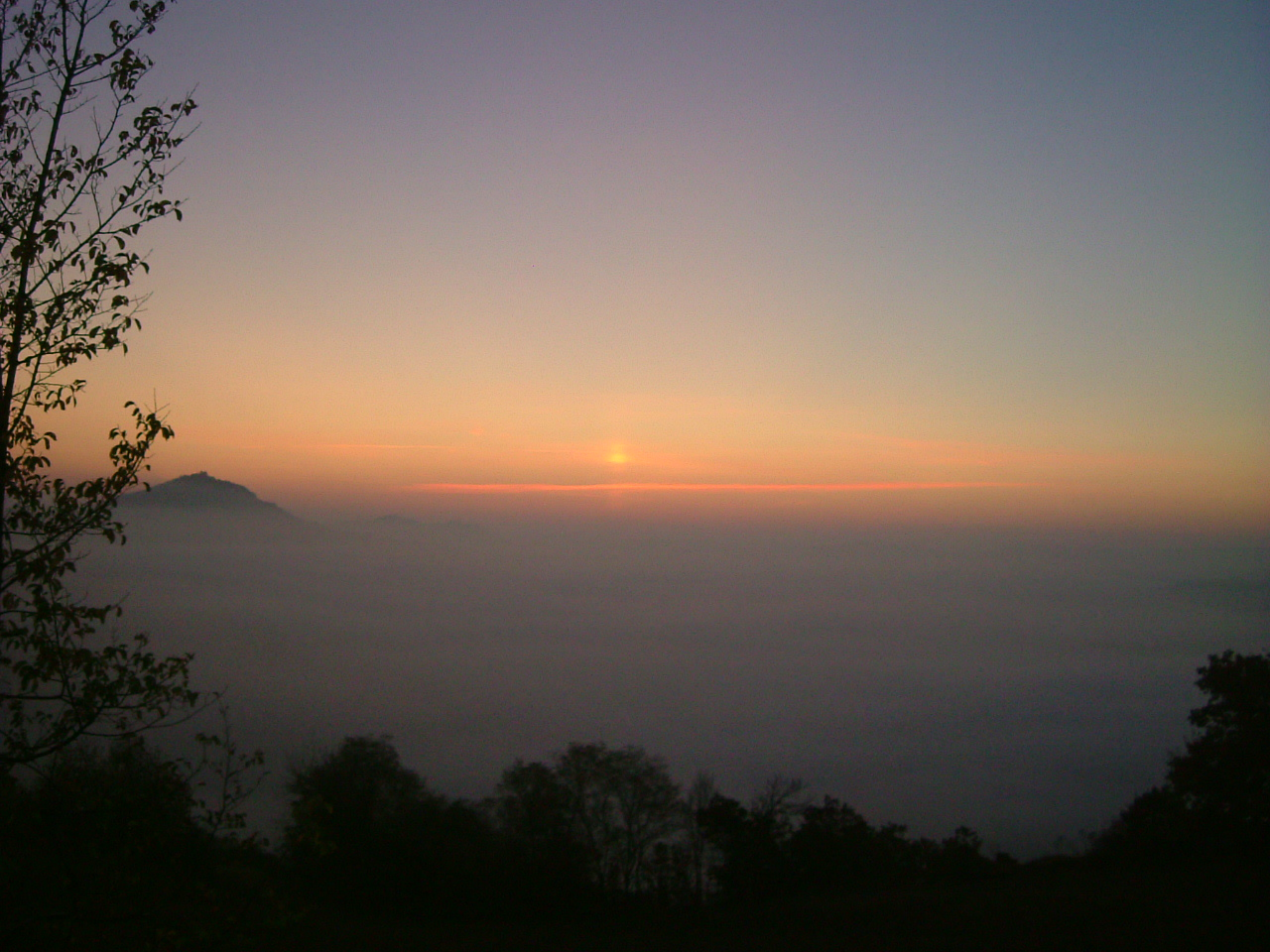
在2008年10月於義大利博洛尼亞附近出現極為罕見的假日出。請注意這不是真的湖面反射效應，因為在兩者之間沒有水的存在。

假日出或曙光日狗是一種非常獨特的幻日，屬於光學現象暈的家族。
這是一種非常特殊的事件，當太陽還在地平線下時，通過小冰晶體組成的卷雲或卷層雲反射或折射陽光造成的大氣光學現象。
假日出傳播的光比真實太陽的能量為低，但在視覺距離上的行為與真實的太陽上有著驚人的相似。它與日下暈非常相似，只是假日出時太陽還在地平線下，而冰晶在地平線之上。